# Adem Bona
Adem Bona, nato Ikechukwu Stanley Okoro (Lagos, 28 marzo 2003), è un cestista nigeriano con cittadinanza turca.

## Biografia
Nato in Nigeria come Ikechukwu Stanley Okoro, si è trasferito in Turchia all'età di tredici anni, ottenendo la cittadinanza nel 2018 e cambiando legalmente nome in Adem Bona.

## Carriera

### Club
Dopo aver trascorso due stagioni con gli UCLA Bruins, nel 2024 si dichiara per il Draft NBA, in cui viene selezionato con la quarantunesima scelta dai Philadelphia 76ers. Il 21 luglio viene ufficialmente firmato dalla franchigia della Pennsylvania.

### Nazionale
Nel 2021 ha disputato il Mondiale Under-19, concluso al nono posto finale. Nel 2022 è stato convocato per l'Europeo Under-20, in cui è stato incluso nel miglior quintetto della manifestazione.

## Statistiche

### College
| Anno      | Squadra     | PG | PT | MP   | TC%  | 3P% | TL%  | RP  | AP  | PRP | SP  | PP   |
| --------- | ----------- | -- | -- | ---- | ---- | --- | ---- | --- | --- | --- | --- | ---- |
| 2022-2023 | UCLA Bruins | 33 | 32 | 22,9 | 67,5 | -   | 57,3 | 5,3 | 0,7 | 0,6 | 1,7 | 7,7  |
| 2023-2024 | UCLA Bruins | 33 | 33 | 26,5 | 58,8 | 0,0 | 69,6 | 5,9 | 1,2 | 1,1 | 1,8 | 12,4 |
| Carriera  | Carriera    | 66 | 65 | 24,7 | 62,1 | 0,0 | 65,2 | 5,6 | 1,0 | 0,8 | 1,7 | 10,1 |

### NBA

#### Regular Season
| Anno      | Squadra            | PG | PT | MP   | TC%  | 3P% | TL%  | RP  | AP  | PRP | SP  | PP  |
| --------- | ------------------ | -- | -- | ---- | ---- | --- | ---- | --- | --- | --- | --- | --- |
| 2024-2025 | Philadelphia 76ers | 58 | 11 | 15,6 | 70,3 | 0,0 | 67,0 | 4,2 | 0,5 | 0,4 | 1,2 | 5,8 |
| Carriera  | Carriera           | 58 | 11 | 15,6 | 70,3 | 0,0 | 67,0 | 4,2 | 0,5 | 0,4 | 1,2 | 5,8 |

### G League
| Anno      | Squadra         | PG | PT | MP   | TC%  | 3P% | TL%  | RP  | AP  | PRP | SP  | PP   |
| --------- | --------------- | -- | -- | ---- | ---- | --- | ---- | --- | --- | --- | --- | ---- |
| 2024-2025 | Del. Blue Coats | 2  | 2  | 29,3 | 75,0 | 0,0 | 66,7 | 8,0 | 3,0 | 2,5 | 2,0 | 15,5 |
| Carriera  | Carriera        | 2  | 2  | 29,3 | 75,0 | 0,0 | 66,7 | 8,0 | 3,0 | 2,5 | 2,0 | 15,5 |

## Premi e riconoscimenti
- McDonald's All-American (2022)